# Народно-революционна партия на Бенин
Народно-революционна партия на Бенин (френски: Parti de la révolution populaire de Bénin) е комунистическа партия, управляваща Народна република Бенин в периода 1975 – 1990 г.
Тя е основана през 1975 г. от генерал Матийо Кереку. С новата конституция на 30 ноември 1975 г. тя става единствената легална партия в страната.
Единствена партия по време на парламентарните избори през 1979, 1984 и 1989 г. През 1979 г. получава 1 243 286 гласа (97,9%), през 1984 г. – 1 811 208 гласа (98,1%) и през 1989 г. – 1 695 860 гласа (89,6%)
През 1989 г. партията се отказва от марксистко-ленинистката идеология. Тя остава управляваща сила на Народна република Бенин до 1990 г.